# Passo Coca

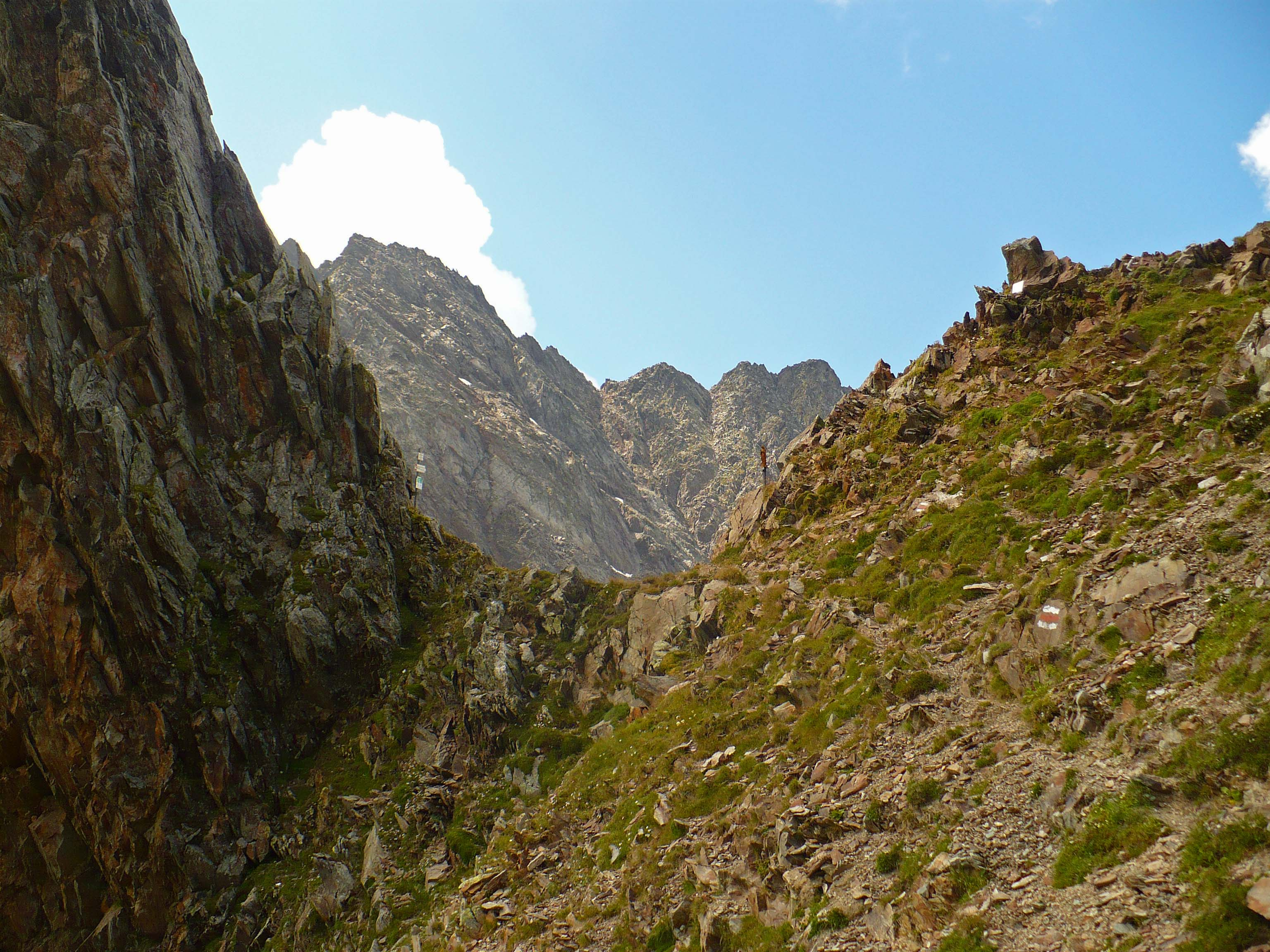
In cima al passo Coca

Il passo di Coca è un valico delle Alpi Orobie alto 2.645 m s.l.m., che collega la Valle di Coca (Val Seriana, provincia di Bergamo) con la Val d'Arigna (Valtellina, provincia di Sondrio). Fa parte della cresta che collega le più alte vette orobiche (Pizzo Redorta, Pizzo Scais, Pizzo Porola, Dente di Coca, Pizzo Coca), in particolare si trova tra il Pizzo Porola ed il Dente di Coca. Immediatamente sotto il passo, sul lato valtellinese, giace la Vedretta del Lupo, uno dei più grandi ghiacciai orobici.

## Accessi
Il passo viene raggiunto solitamente dalla provincia di Bergamo partendo da Valbondione. Si prende il sentiero 301 che sale nel bosco e porta in 2,30 ore al rifugio Coca, e da qui si percorre il sentiero 325, che conduce al Lago coca e poi sale ripido su ghiaioni fino al valico, dopo circa 2 ore ulteriori di cammino.
Per arrivarvi dal lato valtellinese si parte dalla centrale di Armisa, in val d'Arigna, e si percorre il sentiero per il bivacco Corti, posto accanto alla vedretta del Lupo. Dal bivacco si deve attraversare il ghiacciaio fino alla sua estremità, arrivando al passo in 4,30 ore.